# Zrecze Chałupczańskie
Zrecze Chałupczańskie – wieś w Polsce położona w województwie świętokrzyskim, w powiecie kieleckim, w gminie Chmielnik.
| SIMC    | Nazwa              | Rodzaj    |
| ------- | ------------------ | --------- |
| 0235565 | Zrecze Brzozowskie | część wsi |

W latach 1975–1998 miejscowość administracyjnie należała do województwa kieleckiego.